# 圣但尼德卡巴讷
圣但尼德卡巴讷（法語：Saint-Denis-de-Cabanne，法語發音：[sɛ̃ dəni də kaban]）是法国卢瓦尔省的一个市镇，位于该省东北部，与索恩-卢瓦尔省接壤，属于罗阿讷区。

## 地理
圣但尼德卡巴讷（46°10'27"N, 4°12'43"E）面积7.65 平方千米，位于法国奥弗涅-罗讷-阿尔卑斯大区卢瓦尔省，该省份为法国中南部省份，北起顺时针与索恩-卢瓦尔省、罗讷省、伊泽尔省、阿尔代什省、上盧瓦爾省、多姆山省和阿列省接壤。
与圣但尼德卡巴讷接壤的市镇（或旧市镇、城区）包括：圣埃德蒙、圣博内德克赖、尚东、沙尔略、迈济伊、马尔。
圣但尼德卡巴讷的时区为UTC+01:00、UTC+02:00（夏令时）。

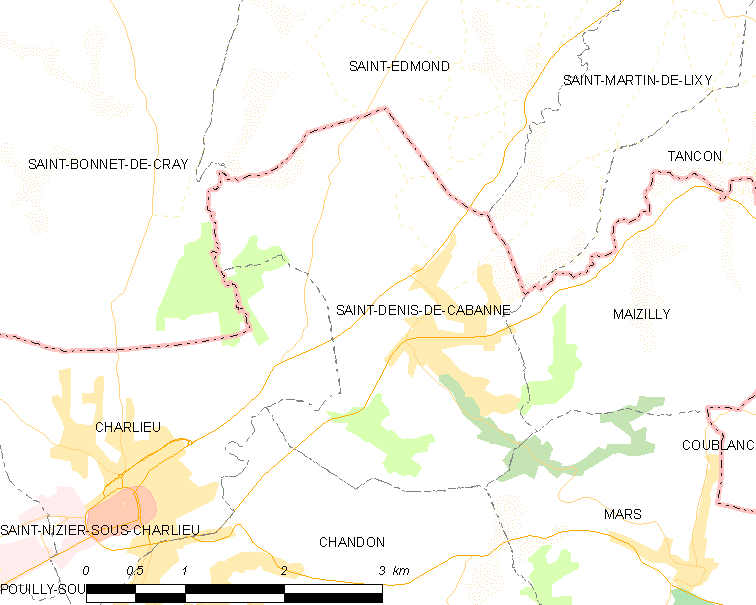
圣但尼德卡巴讷的OSM定位图

## 行政
圣但尼德卡巴讷的邮政编码为42750，INSEE市镇编码为42215。

## 政治
圣但尼德卡巴讷所属的省级选区为沙尔略县。

## 人口

1962-2008年间圣但尼德卡巴讷人口变化图示

圣但尼德卡巴讷于2022年1月1日时的人口数量为1252人。